# Восход солнца (Коты-Воители)
«Восход солнца» – детский фантастический роман, шестая и финальная книга серии Сила трёх. Она завершает этот цикл. Первоначально он должен был называться «Жестокий сезон». Критики критиковали количество персонажей, но считали, что книга быстро привлечет читателей.
Книга была издана в апреле 2009 года, а в России вышла в апреле 2010 года.

## Сюжет
Грозовое племя начинает расследование убийства Уголька. Для этого Грозовой отряд идёт в племя Ветра спросить, не видели ли соседи чего-нибудь странного у границы, но те ничего не рассказывают, только Хмуролика делится, что в эти дни видела Сола. У воителей появляется подозрение, что убийца – Сол. Огнезвёзд отправляет отряд на его поиски. Сначала патруль  идёт к Полночи, поскольку Сол бывал у неё, но никого там не находит. Потом воители идут на территорию Двуногих расспросить местных домашних и бродяг.
В городе они знакомятся с целой стаей котов, которых когда-то собрал Сол. Патруль выслушивает целую историю о том, как Сол сначала собрал котов вместе и вдохновил на бой с изводившими их собаками, а потом отказался отвечать за поражение своих подопечных и открестился от какой бы то ни было вины. Лидерша городских котов, Джинго, провожает путешественников на другой конец территории, где может находиться Сол. Там воители наконец встречают его, а вместе с ним и их старого друга Пурди. Отряд забирает Сола в свой лагерь для выяснения дальнейших обстоятельств и берёт с собой Пурди, предлагая ему место в палатке старейшин.
Огнезвёзд не торопится расправляться с Солом и хочет точно узнать, кто виновен, поэтому Сол остаётся пленником в Грозовом лагере. Жизнь течёт своим чередом. Однажды в лагерь пробирается змея, она нападает на Колючку, но Медобока спасает котёнка ценой собственной жизни. После этого племя придумывает избавиться от змеи, разложив по лагерю смерть-ягоды и надеясь, что змея съест их. Тем временем остальные племена узнают, что Грозовое племя держит у себя Сола, и их предводители приходят к Огнезвёзду и требуют избавиться от одиночки, поскольку считают его очень опасным, но Огнезвёзд отказывается.
Воробей проводит собственное расследование и узнаёт, что его мать – Листвичка. Одновременно с ним эта правда открывается и Остролистой, которая сама беседует об этом с Листвичкой. Теперь Трое хотят узнать, кто их отец. Также они понимают, что пророчество о троих родственниках Огнезвёзда ещё в силе, поскольку Огнезвёзд всё ещё приходится им дедом. Львиносвет думает, что Сол знает имя их отца, и в обмен на эту тайну выводит его из лагеря. Позже Львиносвет, Остролистая и Воробей приходят в убежище Сола, но тот не может им ничего рассказать и лишь заговаривает им зубы. Поэтому братья с сестрой навсегда уходят от одиночки, разуверившись в нём.
Во сне к Воробью приходит Щербатая и даёт ему грачиное перо. Воробей понимает, что их отец – Грач. Он делится этим с Остролистой и Львиносветом, и все вместе они идут поговорить с отцом. Оказывается, тот ничего не знал о своём отцовстве, но даже после раскрытия правды он отказывается признавать своих детей. Как раз наступает ночь Совета, и Остролистая, уставшая от окружающей её лжи и потерявшая всякую опору под ногами, открывает правду своего рождения всем племенам. После Совета Остролистая убегает в подземные туннели, где пропадает под обвалом. В конце книги Воробей вспоминает о маленьких дочерях Белолапы, и его озаряет: пророчество всё ещё может исполниться, и одна из этих кошечек вполне может быть избранницей звёзд.

## Отзывы
В обзоре Children's Literature говорится: «Хотя многочисленные персонажи могут сбивать с толку тех, кто не знаком с серией, им не понадобится много страниц, чтобы увлечься приключениями кошек и с нетерпением ждать будущих книг».

## Интересные факты

#### Общее
- Изначально книга называлась «Жестокая пора» (Cruel Season), но потом издательство сменило его[3].

#### Ошибки
- Криволапу опять указали в списке племён[4], хотя она давно умерла.
- Пестроцветик была ошибочно описана бледно-коричневой кошкой с тёмной полосой вдоль спины[4].
- Пестролистую описывали зеленоглазой[5].
- Ежевику назвали Угольком[6].
- Прыгунец был назван Прыгушей[7], хотя на то время он имел имя Попрыгуша.
- Голубка была названа воинским именем, хотя на тот момент была котенком[8].

## Персонажи
Главные:
- Львиносвет
- Остролистая
- Воробей

Второстепенные:
- Листвичка
- Огнезвёзд
- Ежевика
- Сол